# Euchaetes antica
Euchaetes antica är en fjärilsart som beskrevs av Walker 1856. Euchaetes antica ingår i släktet Euchaetes och familjen björnspinnare. Inga underarter finns listade i Catalogue of Life.